# Walter Kaufmann (físico)
Walter Kaufmann (5 de junio de 1871 - 1 de enero de 1947) fue un físico alemán, conocido por haber realizado la primera prueba experimental de la dependencia de la masa con respecto a la velocidad, una contribución importante al desarrollo de la física moderna, incluida en la teoría de la relatividad especial.

## Semblanza
De ascendencia judía, en 1890/1891, Kaufmann estudió ingeniería mecánica en las universidades técnicas de Berlín y de Múnich. A partir de 1892 estudió física en las Universidades de Berlín y de Múnich, obteniendo un doctorado en 1894. Desde 1896, fue asistente en los institutos de física de las universidades de Berlín y de Gotinga. Recibió la habilitación en 1899, y se convirtió en profesor extraordinario de física en la Universidad de Bonn. Continuó trabajando en el Berliner Physikalisches Institut, y se convirtió en profesor ordinario de física experimental y director del instituto de física de la Universidad Albertina en Königsberg, donde enseñó hasta su jubilación en 1935. Posteriormente, fue profesor invitado en la Universidad de Friburgo.

## Mediciones de la interdependencia de la velocidad y de la masa
Los primeros trabajos de Kaufmann (1901-1903) confirmaron por primera vez la interdependencia de la velocidad y de la masa electromagnética (posteriormente denominada masa relativista) del electrón. Sin embargo, las mediciones no fueron lo suficientemente precisas como para diferenciar entre la teoría del éter de Lorentz y la de Max Abraham.
A finales de 1905, Kaufmann realizó mediciones más precisas. Fue el primero en discutir la teoría de la relatividad especial de Albert Einstein y argumentó que, aunque la teoría de Einstein se basa en condiciones bastante diferentes y es lógicamente más satisfactoria, es observacionalmente equivalente a la teoría de Lorentz. Por eso habló de la teoría de "Lorentz-Einstein". Es de destacar que el propio Kaufmann interpretó sus resultados experimentales como una confirmación de la teoría de Max Abraham, refutando el principio de relatividad de Lorentz-Einstein. Durante algunos años, las apreciaciones de Kaufmann pesaron mucho en contra de la aceptación de la teoría de la relatividad. Sin embargo, los resultados del propio Kaufmann fueron criticados por Max Planck, Adolf Bestelmeyer (1906), y Walther Ritz (1908). Sus experimentos fueron repetidos por Alfred Bucherer (1908), Neumann (1914) y otros, con resultados que parecieron confirmar la teoría de Lorentz-Einstein y refutar la de Abraham. Sin embargo, más adelante se señaló que los resultados no eran lo suficientemente precisos como para distinguir entre las dos teorías. La incertidumbre continuó hasta 1940, cuando tales experimentos fueron lo suficientemente precisos como para descartar la validez del modelo de Max Abraham. Hoy en día, las relaciones relativistas de Lorentz-Einstein para el momento y la energía se confirman de forma rutinaria en los aceleradores de partículas, véase pruebas de la energía y el momento relativistas.
Obsérvese, sin embargo, que esta incertidumbre se refería solo a la masa relativista del electrón. Incluso en 1917, las investigaciones de la estructura fina de las líneas espectroscópicas del hidrógeno proporcionaron la confirmación de la fórmula de Lorentz-Einstein, e invalidando la de Abraham.

## Publicaciones
- Kaufmann, W. (1901), «Die Entwicklung des Elektronenbegriffs», Physikalische Zeitschrift 3 (1): 9-15.
- —— (1901), «Die magnetische und elektrische Ablenkbarkeit der Bequerelstrahlen und die scheinbare Masse der Elektronen», Göttinger Nachrichten (2): 143-168.
- —— (1902), «Über die elektromagnetische Masse des Elektrons», Göttinger Nachrichten (5): 291-296.
- —— (1902), «Die elektromagnetische Masse des Elektrons», Physikalische Zeitschrift 4 (1b): 54-56.
- —— (1903), «Über die "Elektromagnetische Masse" der Elektronen», Göttinger Nachrichten (3): 90-103.
- —— (1905), «Über die Konstitution des Elektrons», Sitzungsberichte der Königlich Preussischen Akademie der Wissenschaften (45): 949-956.
- —— (1906), «Über die Konstitution des Elektrons», Annalen der Physik 19 (3): 487-553, Bibcode:1906AnP...324..487K, doi:10.1002/andp.19063240303.